# Elena Sancho Murillo
Elena Sancho Murillo (ur. 26 stycznia 1989 w Ribaforadzie) – hiszpańska polityczka i działaczka samorządowa, deputowana do Parlamentu Europejskiego X kadencji.

## Życiorys
Z wykształcenia inżynier telekomunikacji, absolwentka Uniwersytetu Publicznego Nawarry. Pracowała jako dyrektorka do spraw zakupów i logistyki w przedsiębiorstwie w rodzinnej miejscowości. Zaangażowała się w działalność polityczną w ramach Hiszpańskiej Socjalistycznej Partii Robotniczej w Nawarze, była m.in. członkinią krajowych władz wykonawczych jej organizacji młodzieżowej. Została także radną miejską w Ribaforadzie. W wyborach w 2024 uzyskała mandat posłanki do Parlamentu Europejskiego X kadencji.